# Ligamento suspensorio del ovario
El ligamento suspensorio del ovario, o ligamento infundíbulo-pélvico, es un repliegue del peritoneo que se extiende desde el ovario hasta la pared de la pelvis.
Algunas fuentes lo consideran parte del ligamento ancho del útero, mientras que otras simplemente lo consideran una "terminación" del ligamento. No es considerado un verdadero ligamento en cuanto a que no sostiene físicamente ninguna estructura abdominal; sin embargo, es un elemento de referencia y contiene a los vasos ováricos.
El ligamento suspensorio pasa por arriba de los vasos ilíacos.

## Estructura

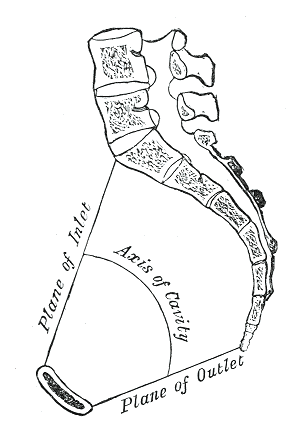
Sección vertical de la pelvis.

Contiene a la arteria ovárica, la vena ovárica, el plexo nervioso ovárico y vasos linfáticos.
Está fijado a la fosa ilíaca por arriba y atrás, llegando hasta la extremidad superior (tubárica) del ovario, al mismo tiempo fijándose en el infundíbulo de la trompa uterina y en el peritoneo del ligamento ancho.

### Composición
El ligamento suspensorio del ovario es un tejido continuo que conecta al ovario con la pared de la pelvis. Hay nombres diferentes para las dos regiones de este tejido.
- En la región anterior, el ligamento suspensorio está adherido a la pared de la pelvis a través de un tejido continuo llamado peritoneo.
- En la región más posterior, el ligamento suspensorio está adherido al ovario a través de un tejido llamado ligamento ancho.

### Relación con el peritoneo
La mayor parte de la cavidad abdominal está recubierta por un saco de dos membranas llamado peritoneo. El interior se conoce como cavidad peritoneal, y es donde se encuentran los órganos "intraperitoneales". El extremo más inferior del peritoneo cubre la abertura superior de la pelvis; en las hembras, esta región del peritoneo tiene el nombre de "ligamento ancho".

### Desarrollo
El ligamento suspensorio se origina a partir del mesonefros, el cual, a su vez, se origina del mesodermo intermedio.